# Reginella floridana
Reginella floridana är en mossdjursart som först beskrevs av Smitt 1873.  Reginella floridana ingår i släktet Reginella och familjen Cribrilinidae. Inga underarter finns listade i Catalogue of Life.